# Бурсит
Бурси́т (лат. bursitis) — запалення слизових сумок (bursae mucosae) навколо суглобів (синовіальних сумок). Супроводжується підвищеним утворенням і накопиченням в їхніх порожнинах випоту. Його спричинюють травми, гострі чи хронічні інфекції тощо.
Часто бурсити пов'язані з професією, зокрема з роботою у шахті.
Захворювання виявляється у вигляді невеликої, щільної припухлості, яка поступово збільшується і стає хворобливою.

## Хронічний бурсит
Хронічний бурсит — хронічне серозне запалення слизової сумки унаслідок невеликих травм, які часто повторюються (наприклад в працівників, яким приходиться постійно спиратися на коліно або лікоть), а також при слабковірулентній інфекції. Нагноєння у таких випадках не настає, а відбувається потовщення стінки слизової сумки та скупчення у порожнині серозного ексудату фібрину, іноді щільних рисоподібних тіл, вільно розташованих у порожнині розтягнутої сумки.
На місці розташування слизової сумки утворюється кругла, неболісна еластична пухлина з гладкою, рівною поверхнею, вкрита незміненою або дещо потовщеною, загрубілою шкірою. Іноді визначається флуктуація.
При хронічному бурситі колінного суглоба набряк розташовується на передній поверхні колінної чашечки, при бурситі ліктьового суглоба — в ділянці виростка ліктьової кістки.
З метою профілактики бурситу рекомендується запобігати травмам суглобів (за допомогою наколінників тощо). Для лікування призначають розсічення сумки разом із оболонкою (вилущування).

## Типологія залежно від локалізації
- Переднаколінковий бурсит (bursitis prepatellaris) — запалення переднаколінкової сумки, розташованої перед наколінком.
- Піднаколінковий бурсит (bursitis infrapatellaris) — запалення сумки, розташованої донизу від наколінка.
- Вертлюжний бурсит (bursitis trochanterica) — бурсит великого вертлюга, може сполучатися з тендинітом і періоститом вертлюга (трохантерит)
- Бурсит ліктьового відростка (bursitis olecrani) — також відомий як «лікоть студента», характеризується запаленням і опуханням ліктя
- Субакроміальний бурсит (bursitis subacromialis) — найпоширеніша форма бурситу, спричинює біль у плечі[2]
- Ахіллобурсит (achillobursitis) — запалення сумки Ахіллова сухожилка.
- Ретрокальканеальний бурсит (bursitis retrocalcanealis)
- Сідничний бурсит (bursitis ischialis)
- Клубово-поперековий бурсит (bursitis iliopsoas)
- Бурсит сумки гусячої лапки (bursitis anserina) — запалення сумки гусячої лапки («гусячої сумки»), розташованої на передньо-медіальній поверхні проксимального кінця великої гомілкової кістки.

## Лікування
Лікування бурситу зводиться до теплових процедур, масажу, грязелікування, йонофорезу з йодом, пункції сумки з подальшим введенням в її порожнину гідрокортизону, лікувальна іммобілізація. У випадках, що не піддаються консервативному лікуванню, показана операція — посічення (розтин) сумки.